# أم شريك
أم شريك هي صحابية مختلف جدا في نسبها وهبت نفسها للنبي محمد  هي التي وهبت نفسها للنبي قيل تزوجها أو خطبها وقيل لا. وقيل عندما لم يقبلها النبي صلى الله عليه وسلم لم تتزوج حتى ماتت ترجو بذلك أن تكون من أزواجه 

## نسبها
هي غزية بنت جابر بن حكيم قيل أنها كانت من بني النجار من قبيلة الخزرج وقيل من دوس من قبيلة زهران وقيل من بني غفار من قبيلة كنانة والأكثر على أنها من بني معيص بن عامر بن لؤي من قبيلة قريش .

## قصتها
عن ابن عباس قال وقع في قلب ام شريك الإسلام فاسلمت وهي بمكة وكانت تحت أبي العكر الدوسي ثم جعلت تدخل على نساء قريش سرا فتدعوهن وترغبهن في الإسلام حتى ظهر امرها لاهل مكة فاخذوها وقالوا لولا قومك لفعلنا بك وفعلنا لكنا سنردك إليهم.
قالت فحملوني على بعير ليس تحتي شيء ثم تركوني ثلاثا لا يطعموني ولا يسقوني وكانوا إذا نزلوا منزلا أوثقوني في الشمس واستظلوا هم منها وحبسوني عن الطعام والشراب فبينا هم قد نزلوا منزلا واوثقوني في الشمس إذا انا ببرد شيء على صدري فتناولته فاذا هو دلو من ماء أحلى من العسل و أبرد من الثلج فشربت منه قليلا ثم نرع مني فرفع ثم عاد فتناولته فشربت منه ثم رفع ثم عاد فتناولته ثم رفع مرارا ثم تركت فشربت حتى رويت ثم افضت سائره على جسدي وثيابي فلما استيقظوا إذا هم بأثر الماء ورأوني حسنة الهيئة فقالوا لي انحللت فاخذت سقاءنا فشربت منه قلت لا والله لكنه كان من الأمر كذا وكذا قالوا لئن كنت صادقة لدينك خير من ديننا. فلما نظروا إلى اسقيتهم وجدوها كما تركوها فاسلموا عند ذلك واقبلت إلى النبي صلى الله عليه وسلم فوهبت نفسها له بغير مهر فقبلها وخطبها.